# Glocalnet
Glocalnet était un fournisseur d'accès internet suédois créée en 1997. Rachetée en 2006 par l'entreprise norvégienne Telenor, elle est alors radiée de la bourse de Stockholm.